# Boris Prokopič
Boris Prokopič (Poprad, 29 marzo 1988) è un ex calciatore slovacco naturalizzato austriaco, di ruolo centrocampista.